# Ozzano Monferrato
Ozzano Monferrato es una localidad y comune italiana  de la provincia de Alessandria, región de Piamonte, con 1.538 habitantes.

## Evolución demográfica
| Gráfica de evolución demográfica de Ozzano Monferrato entre 1861 y 2001 |
|                                                                         |
| Fuente ISTAT - elaboración gráfica de Wikipedia                         |